# Цветко Узунов
Цветко Николов Узунов (Узуновски)–Абаз (на македонска литературна норма: Цветко Узуновски–Абаз) е югославски комунистически партизанин, генерал-полковник от Югославската народна армия.

## Биография
Роден е на 24 декември 1912 година в ресенското село Царев двор. На 12 години заминава за Белград, където учи занаят. Влиза в синдикалното движение през 1934 година. Арестуван е от полицията и осъден на 2,5 години затвор, които излежава в затвора в Пожаревац. След излизането от затвора е върнат в родния си град. От там заминава отново за Белград. През 1937 година става член на Югославската комунистическа партия. На 18 юни 1937 година пристига от Югославия в Испания от Югославия, където до 1939 година участва в Испанската гражданска война. Там служи в батареята „Васил Коларов“. След падането на Испанската република, Узуновски е изпратен в концентрационен лагер във Франция до 1941 година.
През септември 1941 година става член на Покрайненския военен щаб на Македония. Влиза в конфликт с Бане Андреев и създава временен областен комитет, който застава на проюгославски позиции и заедно с Кузман Йосифовски и Борко Темелковски изземат функциите на легитимния Покрайненския комитет на Македония. От пролетта на 1943 г. е политически комисар в генералния щаб на НОВ И ПОМ. След формирането на Комунистическата партия на Македония през март 1943 година е избран за член на Централния ѝ комитет. Делегат е на второто заседание на АВНОЮ. Участва на първото заседание на АСНОМ, където е избран и за член на неговия президиум. В съвещание, проведено в Преспа на 21 декември 1943 година признава, че илюзията по отношение на българщината на местното славянско население в Македония е неизживяна, и заявява, че с лозунга си за „Съветска Македония“ Методи Шаторов е обявил Вардарска Македония за национално освободена след включването й в Царство България. За него приемниците на Шаторов са били под влиянието на политиката му и са имали автономистична линия, в полза на „българските фашисти“ и Ванчо Михайлов и обявява, че изживяването и разбиването на автономизма и разбиването отвътре на тези тенденции е главна задача на македонските комунисти, отбелязвайки с тревога, че автономизмът все още се поддържа и от много партийни членове. А за партизаните от Беломорска Македония в писмо до Добривое Радосавлевич от 2 юни 1944 година заявява, че те щели да избягат в България, ако бъдат демобилизирани. В друго писмо до Радосавлевич от 15 юни 1944 година предвижда, че в редовете на партизаните заради промяната в хода на войната и страха от реставрация на Стара Югославия бавно, но неминуемо, ще започнат да се вливат враждебно настроените към партизаните македонски българи - в това число и будните, поради липсата на друг изход.
След края на Втората световна война е пръв началник на УДБА, а от 11 февруари 1946 до 1953 година е министър на вътрешните работи на Социалистическа република Македония. Тогава известно време е на квартира у семейството на Богоя Фотев и има връзка с внучката му Лена. Лена забременява и Узунов нарежда на подчинения си Ванчо Бурзевски да я убие, представяйки смъртта й за самоубийство. Срещу него е започнато разследване - и за присвояване на големи количества злато, иззето от агентите му от градовете на НР Македония от домовете на богатите граждани с жестоки побоища, заради което е снет от поста партиен секретар. От август 1953 година е началник на Управлението за гражданска защита в Държавният секретариат за вътрешни работи на Югославия. След това е член на Изпълнителния съвет на СРМ и член на Съюзния изпълнителен съвет на Югославия. Бил е началник на Управлението за гражданска защита в Държавния секретариат за народна отбрана. От 1963 г. е началник на Управлението за народна отбрана в Държавния секретариат за народна отбрана на Югославия. В своя статия от 1975 година за органа на Института за национална история "Гласник" признава, че Вардарска Македония е била подложена на най-тежкия гнет в Кралство Югославия, която е била омразна на населението на областта, независимо че го третира повече като "класов", отколкото като национален.
Негова восъчна фигура е поставена в Музея на македонската борба в Скопие.